# Bataille de Buffington Island
Guerre de Sécession
Batailles
Raid de Morgan
- Tebbs Bend
- Lebanon
- Bardstown
- Brandenburg
- Corydon
- Buffington Island
- Old Washington
- Salineville

La bataille of Buffington Island, connue aussi sous l’appellation d'escarmouche de St. Georges Creek, est un combat de la guerre de Sécession qui s'est déroulé dans le  comté de Meigs, Ohio, et dans le comté de Jackson County, West Virginia, le 19 juillet 1863, pendant le raid de Morgan. Plus grande bataille en Ohio pendant la guerre, Buffington Island contribue à la capture du célèbre pilleur de la cavalerie confédérée, le brigadier général John Hunt Morgan, qui tentait d’échapper à ses poursuivants de l'armée de l'Union en traversant l'Ohio River à un gué en face de Buffington Island.
Retardé pendant la nuit, Morgan est pratiquement encerclé par la cavalerie de l'Union le lendemain, et la bataille qui en résulte se termine par la déroute des confédérés avec près de la moitié des 1 700 hommes capturés. Le  général Morgan et quelque 700 hommes s'échappent, mais le raid audacieux se terminera finalement le 26 juillet 1863 avec sa reddition après la bataille de Salineville. Le raid de Morgan n'a que peu d'incidence militaire, mais il aura semé la terreur dans la population dans le sud et l'est de l'Ohio, et à la frontière de l'Indiana.

## Contexte
Dans l'espoir de détourner l'attention de l'armée de l'Ohio loin des forces sudistes dans le Tennessee, le brigadier général John Hunt Morgan et 2 460 cavaliers confédérés triés sur le volet, avec une batterie d'artillerie montée, chevauchent vers l'ouest à partir de Sparta, au Tennessee, le 11 juin 1863. Douze jours plus tard, lorsqu'une deuxième armée de l'Union (l'armée du Cumberland) commence la campagne de Tullahoma, Morgan décide qu'il est temps de monter vers le nord. Sa colonne pénètre dans le Kentucky, livrant une série de batailles mineures, avant de réquisitionner deux bateaux à vapeur pour traverser la rivière Ohio et entrer dans l'Indiana, où, à la bataille de Corydon, Morgan met en déroute la milice locale. Ayant dégagé relativement sa route, Morgan part vers l'est le 13 juillet 1863 vers Cincinnati et traverse le sud de l'Ohio, volant des chevaux et du ravitaillement tout au long du chemin.
La réponse de l'Union ne tarde pas à venir, le major général Ambrose Burnside, commandant le département de l'Ohio, ordonne à toutes les troupes disponibles, et envoie plusieurs canonnières de la Navy de l'Union remonter la rivière Ohio pour contester le passage de toute troupe confédérée qui chercherait à atteindre le Kentucky ou la Virginie occidentale. Le brigadier général Edward H. Hobson lance plusieurs colonnes de cavalerie de l'Union à la poursuite des cavaliers de Morgan, qui sont alors réduits à quelque 1 700 hommes. Le gouverneur de l'Ohio David Tod fait appel à la milice locale, et les volontaires forment des compagnies pour protéger les villes et les passages des rivières de la région.
Le 18 juillet 1863, Morgan, ayant dissocié sa colonne précédemment, se dirige après l'avoir regroupée vers Pomeroy, Ohio, une petite ville tranquille sur la rivière près de Eight Mile Island Ford, où Morgan tente de traverser pour entrer en Virginie occidentale.  Soumis à un déluge de feu, les hommes de Morgan se voient refuser l'accès à la rivière et à Pomeroy elle-même, ils se dirigent alors vers le prochain gué en amont à Buffington Island, à une vingtaine de miles (32 kilomètres) au sud-est.
Parvenant dans la soirée du 18 juillet 1863 près de Buffington Island et du petit hameau à proximité de Portland, Ohio, Morgan réalise que le gué est bloqué par plusieurs centaines de miliciens locaux confortablement installés derrière les terrassements construits à la hâte. Alors qu'un brouillard dense et que l'obscurité s'installent, Morgan décide de s'installer pour la nuit afin que ses hommes et ses chevaux fatigués se reposent. Il s'inquiète que même s'il repousse les troupes ennemies, il puisse perdre des hommes dans l'obscurité en traversant le gué. Ce délai se révélera être une erreur fatale.

## La flotte de Fitch

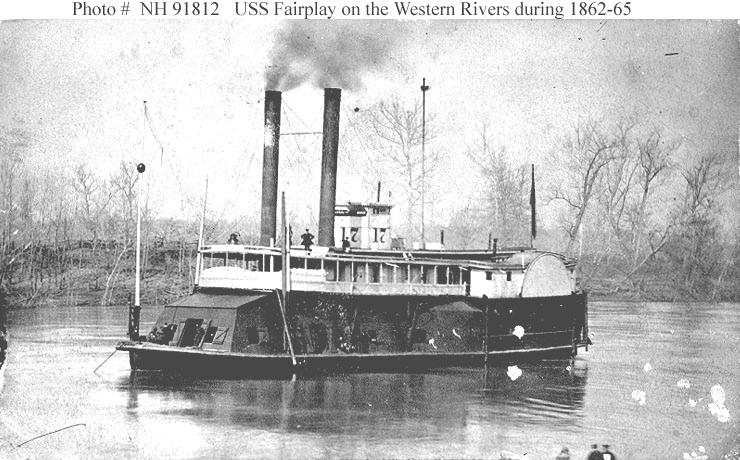
USS Fairplay 1862-1865, Tinclad #17

L'escadron du Mississippi de l'US Navy est impliqué dans la bataille de Buffington Island. Morgan avait emmené des canons de campagne avec sa colonne. Tôt dans la poursuite, un blocus important de la rivière et des moyens ont été mis en place alors que la colonne de Morgan se dirigeait à l'est vers Cincinnati, Ohio. La flotte du Lieutenant commander Leroy Fitch est composée des Brilliant, Fairplay, Moose, Reindeer, St. Clair, Silver Lake, Springfield, Victory, Naumkeag, Queen City qui sont de tinclads et des ironclads. Quelques-uns de ces vapeurs traînent derrière la zone avancée pour prévenir un éventuel retour en arrière de la colonne de Morgan. Sur instruction de Fitch, les bâtiments en avant se voient assigner chacun une zone de patrouille le long des comtés de Mason, Jackson et Wood en Virginie occidentale. Le Naumkeag patrouille de Point Pleasant, West Virginia jusqu'à la zone de Eight Mile Island et le Springfield effectue la garde entre Pomeroy, Ohio et Letart Islands. Les boulets de canons du Victory ont été trouvés le long de Leading Creek, Ohio, sa patrouille allant de Middleport, Ohio jusqu'à Eight Mile Island le long de la berge de la rivière West Virginia. Les tinclads Magnolia, Imperial, Alleghany Belle, et Union et des bateaux armés qui sont convertis en corsaire sont placés sous le commandement de la logistique militaire de Parkersburg. L'officier de la « division amphibie » de l'armée, le major général Ambrose E. Burnside depuis son quartier général à Cincinnati, fournit des renseignements sur la progression de Morgan et envoie son navire amiral, l'Alleghany Belle, à Fitch avant la bataille. Les tinclads de la division amphibie ont quatre à six barges utilisées pour lutter contre les incendies, pour débarquer des troupes, donner la chasse à l'ennemi, et faire des prisonniers.
Le navire amiral de Fitch est l'ironclad U.S.S. Moose, USN. La nuit précédant la bataille, le Moose et l'aviso corsaire de Fitch, l'Imperial, sont positionnés à portée de voix de l'île. Il était écrit que Fitch devait alimenter les chaudières et tirer avec ses gros canons sur l'île dès le premier coup de feu, légèrement hors de portée avant que la brume ne se lève. L'Allegheny Belle est un plus loin en arrière le long de la rive de l'Ohio. Au bruit des canons du Moose,  il se met en marche et dépose rapidement l'« infanterie amphibie » de Burnsides (M. F. Jenkins 1999).
Le 9th West Virginia Infantry est débarqué par groupe à Fort Union (fort Blair) le long des rives escarpées et bordées d'arbres de la rivière West Virginia. Il est commandé par le colonel I. H. Duval qui reçoit ses ordres du commandement fédéral à Wheeling, West Virginia. « Le régiment était composé pour une grande partie de réfugiés, qui, ayant été repoussés hors de leur foyer, se battaient avec le désespoir qui n'était surpassé par aucune autre troupe dans l'armée. » La rivière constitue un obstacle supplémentaire à la cavalerie confédérée pendant les combats. On ne peut connaître, sauf par une estimation, le nombre de chevaux et de cavaliers confédérés qui se sont noyés en faisant face à la rivière West Virginia alors qu'ils étaient postés en sentinelle en contrebas de la bataille principale. Quelques individus réussissent la traversée de la rivière sans cheval en s'échappant à pied et reçoivent de l'aide pour retourner vers le sud par des sympathisants malgré les patrouilles de cavalerie de 106th militia de comté de Jackson et Mason commandé par le colonel J.P.R.B Smith derrière les lignes. L'un des plus petits hauts-fonds se trouve près de  Ravenswood, West Virginia. Une escouade en sentinelle fournit un canon hors d'âge pour lequel d'anciens auteurs ont des anecdotes. La « division amphibie » attaque toute escouade confédérée qu'elle trouve près des berges et fait des prisonniers qu'elle retire de la rivière.
En amont, après que les combats principaux se sont transformés en escarmouches et en manœuvres, l'USS Moose fait feu sur une colonne confédérée d'artillerie qui cherche à traverser la rivière en dessous de l'île sur le prochain haut-fond. Fitch envoie l'Imperial pour récupérer l'artillerie de campagne confédérée abandonnée à l'arrière. On peut entendre tout au long de la rivière des tirs d'ironclads et de canons de campagne accompagnés de tirs groupés de fusils visant des éclaireurs de Morgan qui cherchent un autre gué. Pendant ce temps, le centre logistique de Parkersburg fait parvenir un groupe armé de la milice locale avec des sentinelles du 9th Infantry sous Blennerhassett Island dès l'annonce de la bataille à une vingtaine de miles (32 kilomètres) plus bas. Ces patrouilles se font en face du campement de l'armée de l'Union à Belpre, Ohio. Ce port de bateaux à vapeur et ce camp de débarquement bloquent les tentatives de Morgan de traverser la rivière en amont, orientant sa retraite vers le nord et loin de cette zone de l'Ohio River. Les navires de soutien locaux sont occupés à transporter les munitions, les rations et les prisonniers.
Contrairement au général William W. Loring pendant l'invasion confédérée des salines de Charleston, le général Morgan échoue à aller plus en aval alors qu'il approche de ce centre. C'est une voie ferroviaire directe de Washington D.C., vers la région de Philadelphie et Baltimore. Les États occidentaux obtiennent leur ravitaillement à partir du dépôt ferroviaire de l'est et des docks du centre de ravitaillement de l'Union de Parkersburg. Belpre et Parkersburg sont aussi des grands centres d'embarquement de l'Union pour l'infanterie de l'Union qui doit être transportée par bateaux à vapeur réquisitionnés vers les théâtres du Kentucky et du Tennessee. Il n'y a aucun pont enjambant la rivière Ohio reliant les usines de l'est par voie ferrée. À cette époque, il n'y a pas de pont ferroviaire traversant la rivière Ohio. Les ponts ferroviaires au-dessus des rivières Mississippi  et Ohio seront construits après la guerre de Sécession. De toute évidence, avant que le général Morgan ne quitte le Sud, il a manqué de renseignements détaillés sur le système logistique de l'Union dans la haute vallée de l'Ohio comme l'ont conclu quelques historiens militaires.

## Bataille

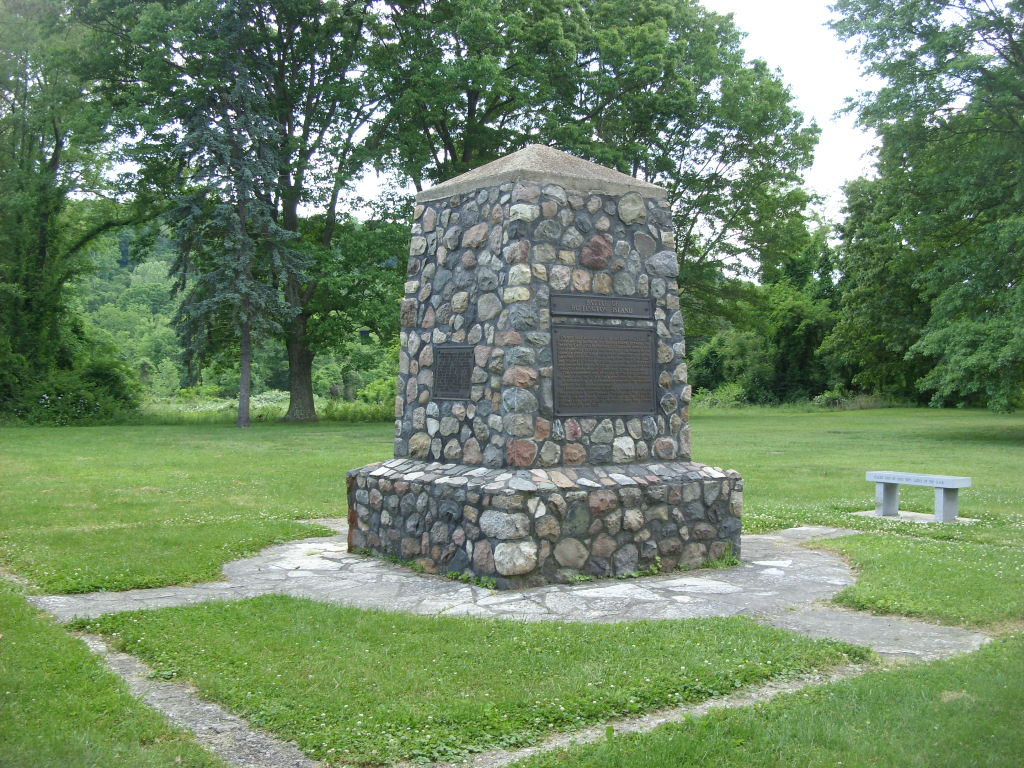
Le monument commémoratif de la bataille

Le matin du 19 juillet 1863, dans le brouillard, les deux brigades de l'Union sous le commandement de August Kautz et d'Henry M. Judah sont au contact de Morgan et attaquent ses positions sur la plaine inondée juste au nord de Portland, encerclant pratiquement les confédérés lorsqu'une autre colonne sous les ordres de James M. Shackelford arrive sur place. Lors de ces premiers accrochages, le commandant Daniel McCook, le patriarche de 65 ans de la célèbre Fighting McCooks, est blessé mortellement. Près de 3 000 fédéraux sont rapidement engagés avec les hommes de Morgan, en infériorité numérique et fatigués. De plus, deux canonnières de l'Union, l'U.S.S. Moose et l'U.S.S. Allegheny Belle, remontent l'étroit chenal qui sépare Buffington Island de la plaine inondée et ouvrent le feu sur les hommes de Morgan, les arrosant de fragments[Quoi ?] d'obus. Rapidement, une troisième canonnière les rejoint.
Morgan, ayant sa route vers le gué de Buffington Island bloqué totalement, laisse une petite arrière-garde et essaie de se frayer un chemin vers le nord le long de la plaine inondée, espérant atteindre un autre gué. Cela se révèle être un exercice inutile, alors que la force commandé par Morgan se retrouve scindée par les colonnes convergentes de l'Union, 52 confédérés sont tués et plus d'une centaine sont sévèrement blessés dans les combats qui suivent. Morgan et quelque 700 hommes parviennent à s'échapper au travers d'un étroit chemin au travers des bois. Néanmoins, son beau-frère et commandant en second, le colonel Basil W. Duke, est capturé, avec plus de 750 cavaliers de Morgan, incluant son jeune frère John Morgan. Duke  se rend formellement au colonel Isaac Garrard du 7th Ohio Cavalry.
Les troupes assiégées de Morgan se dirigent rapidement vers la gué opposé et non gardé de  Belleville, en Virginie occidentale, où près de 300 hommes réussissent à traverser la rivière Ohio évitant la capture, dont le colonel Adam "Stovepipe" Johnson et le célèbre télégraphiste George Ellsworth. Le général Morgan, qui est à mi-chemin du gué, remarque avec consternation que ses hommes sont pris au piège sur la rive de l'Ohio lorsque les canonnières de l'Union apparaissent soudainement. Il fait faire volte-face à son cheval et rejoint ce qu'il reste de sa colonne sur la rive de l'Ohio. Pendant les jours qui suivent, ils ne parviennent pas à trouver un chemin sûr pour traverser la rivière, et le reste de la force de Morgan est capturée le 26 juin 1863 au nord de l'Ohio après la bataille de Salineville.
Beaucoup de ceux qui sont capturés à Buffington Island sont emmenés par bateau à vapeur à Cincinnati en tant que prisonniers de guerre, comme la plupart des blessés. Morgan et la plupart de ses officiers sont emprisonnés dans le Pénitentiaire de l'Ohio à Columbus. Morgan, Thomas Hines, et quelques autres s'échapperont et rejoindront sains et sauf le Kentucky.

## Préservation du champ de bataille
Peu de choses ont changé sur le champ de bataille de Buffington depuis un siècle ; la seule différence substantielle est la construction d'un obélisque de pierre marquant l'emplacement de la bataille. En 1929, l'Ohio Historical Society devient propriétaire des lieux.  En 1970, le champ de bataille est répertorié sur le Registre national des lieux historiques. Couvrant approximativement 4 acres (1,6 ha) près de la rivière, la partie désignée du champ de bataille est le premier lieu du comté à être reconnu comme site historique.